# Erica Ellyson
Erica Ellyson (Hurley, Misisipi; 1 de octubre de 1984) es una actriz y modelo de glamour estadounidense retirada. Fue nombrada la Pet of the Month de enero de 2007, y la Pet of the Year de 2008 de la revista Penthouse.

## Biografía
Erica creció en Hurley, una pequeña localidad en el estado de Misisipi. A los 19 años se mudó a Jacksonville, Carolina del Norte, y asistió a la Coastal Carolina Community College en donde se destacó por su participación en actividades como el Sóftbol y el Golf, deporte que continúa practicando. Al cumplir los 22 años, decidió probar suerte en el modelaje, y envió algunas fotografías suyas a la revista Penthouse.
En 2007, y hacia su segundo año como estudiante de arquitectura en la NewSchool of Architecture and Design en San Diego, California. Donde se había mudado para diversificar sus oportunidades de empleo como modelo en su tiempo libre. Erica fue nombrada la Pet of the Month de enero de 2007 de la revista Penthouse, y posteriormente fue elegida la Pet of the Year de 2008 de la misma revista. A raíz de esto suspendió temporalmente sus estudios para asistir a los eventos y otros quehaceres ligados al modelaje para adultos, actividad que abandonó al terminar su período como modelo del año. Posteriormente cambió su vocación reiniciando sus estudios en el área de enfermería en 2009.
En diciembre de 2008 y enero de 2009 fue una de las estrellas de la serie de televisión estadounidense Momma's Boys, que se emitió en la cadena NBC.